# Theileria
A Theileria az Alveolata Apicomplexa csoportjának Piroplasmida rendjének nemzetsége, a Plasmodium közeli rokona. 2 faja, a Theileria annulata és a Theileria parva fontos marhaparaziták. A T. annulata trópusi theileriosist, a T. parva keleti parti lázat okoz. Vektorai kullancsok. A Theileria orientalis Shintoku, a Theileria equi WA, a Theileria annulata Ankara és a Theileria parva Muguga genomjait szekvenálták.
A Theileria equi a lópiroplazmózis ismert oka.
A Theileria-oltások fejlesztés alatt állnak. 2010 májusában egy marhák védelmét biztosító oltást elfogadtak Kenya, Malawi és Tanzánia kormányai.

## Leírás
A nemzetség fajai exoeritrocitás merogónián mennek át a limfocitákin, a hisztiocitákon, az eritroblasztokon és más sejteken belül. Ezt követi az eritrociták merozoiták általi inváziója, melyek egy része szaporodik. Ha nem történik merogónia, 4-nél több utódsejt keletkezik. A gyakori „bajonett” az eritrocitában a nemzetség jellemzője.
Számos kullancsfaj, például a Rhipicephalus, Dermacentor és a Haemaphysalis nemek fajai terjesztik. Ezek a kullancsban az életciklus során fokozatosan fejlődik. A T. annulata és a T. parva a fertőzött limfociták, markofágok és monociták átalakulását indukálják, de nem okoznak irányítatlan fehérvérsejt-proliferációt, ehelyett elsősorban fertőzött vörösvérsejtekben fordul elő elsősorban.

## Genomika
A T. orientalis Shintoku, a Theileria equi WA, a Theileria annulata Ankara és a Theileria parva Muguga szekvenáltak. Genomikai adataik elérhetők az Eukariótapatogén-adatbázis részeként működő PiroplasmaDB-n.

## Evolúció
Feltehetően először a miocénben jelent meg kérődzőkben. Nevét a parazitológus Gertrud Theilerről, Arnold Theiler lányáról kapta.

## Terjedés
Kullancscsípéssel, például Rhipicephalus által adódhat át marháknak.

## Fontos fajai
- A T. parva okozza a trópusi theileriosist és a keleti parti lázat.[10]
- A T. annulata is tuloktheileriosis-okozó patogén.[10]
- A T. equi lópiroplazmózist okoz.[10] Eredetileg Babesia equi néven írta le 1901-ben Charles Louis Alphonse Laveran, de T. equi névre nevezték át 1998-ban Heinz Mehlhorn és Eberhard Schein.[13]

## Kezelés
- A buparvakvon ígéretes vegyület lehet a theileriosis terápiájára és profilaxisára.

## Fordítás
Ez a szócikk részben vagy egészben  a   Theileria című angol Wikipédia-szócikk ezen változatának fordításán alapul.  Az eredeti cikk szerkesztőit annak laptörténete sorolja fel. Ez a jelzés csupán a megfogalmazás eredetét és a szerzői jogokat jelzi, nem szolgál a cikkben szereplő információk forrásmegjelöléseként.